# TouchWiz
TouchWiz — це сенсорний інтерфейс, розроблений Samsung 
Electronics разом з партнерами. TouchWiz використовується в сучасних смартфонах та планшетних комп'ютерах. Цю технологію підтримують мобільні пристрої на операційних системах Android і Windows Mobile, а також на платформах Bada, SHP.
Остання версія TouchWiz 4.0, була випущена на Galaxy S II. Він має вишуканіший користувацький інтерфейс в порівнянні з попередньою версією (TouchWiz 3.0) на Galaxy S.

## Версії TouchWiz
Існує чотири версії TouchWiz для мобільних телефонів та смартфонів компанії, а також окрема версія для планшетів Galaxy Tab с Android 3.1 Honeycomb.

### TouchWiz 1.0
Ця версія застосована в сенсорних телефонах компанії Samsung electronix на платформі SHP. 

#### Пристрої на платформі SHP
- Samsung Tocco
- Samsung Corby
- Samsung Star
- Samsung Preston

### TouchWiz 2.0
Дана версія зустрічається в сенсорних телефонах компанії. Відтепер окрім пристроїв на платформі SHP, TouchWiz підтримується в приладах на Windows Mobile. 

#### Пристрої на Windows Mobile
- Samsung Omnia II

#### Пристрої на платформі SHP
- Samsung Jet
- Samsung Monte
- Samsung Blue Earth
- Samsung GT-S5230 Star

### TouchWiz 3.0
Застосовується в сенсорних телефонах компанії на платформі SHP, смартфонах з ОС Android та платформі Bada, а також на планшетах. 

#### Пристрої на платформі SHP
- Samsung Star II

#### Пристрої на базі ОС Android
- Samsung Galaxy S
- Samsung Galaxy Tab
- Samsung Galaxy Ace
- Samsung Galaxy Young S5360
- Samsung Galaxy Gio
- Samsung Galaxy Mini
- Samsung Galaxy Fit
- Samsung Galaxy Apollo

#### Пристрої на платформі Bada
- Samsung Wave
- Samsung Wave II
- Samsung Wave 525
- Samsung Wave 533
- Samsung Wave 723

### TouchWiz 4.0
Остання на сьогодні версія оболонки для Android, яка вперше з'явилася в новому смартфоні компанії Galaxy S II. Також її можна зустріти в останніх смартфонах на платформі Bada.

#### Прилади
- Samsung Galaxy S II
- Samsung Galaxy R (Z)
- Samsung Galaxy W
- Samsung Galaxy Y
- Samsung Wave III
- Samsung Wave M
- Samsung Wave Y
- Samsung Galaxy S III

### TouchWiz UI
Єдина версія оболонки для планшетів Galaxy Tab 10.1 і 8.9.

#### Пристрої
- Samsung Galaxy Tab 10.1
- Samsung Galaxy Tab 8.9
- Samsung Galaxy Note
- Samsung Galaxy Note 10.1
- Samsung Galaxy Tab 7.7